# الگا ساژینسکا
اُلگا ساژینسکا (لهستانی: Olga Sarzyńska؛ زادهٔ ۵ نوامبر ۱۹۸۴) بازیگر اهل لهستان است.
از فیلم‌ها یا مجموعه‌های تلویزیونی که وی در آن‌ها نقش داشته‌است، می‌توان به دو روی سکه، خانواده جایگزین، آدم‌کشی، طایفه، در خیابان سپولنی، ماگدا ام.، پرستار کودک، دهن‌به‌دهن، پدر متیو، قانون حقیقی و در خوشی و سختی اشاره نمود.